# Glen

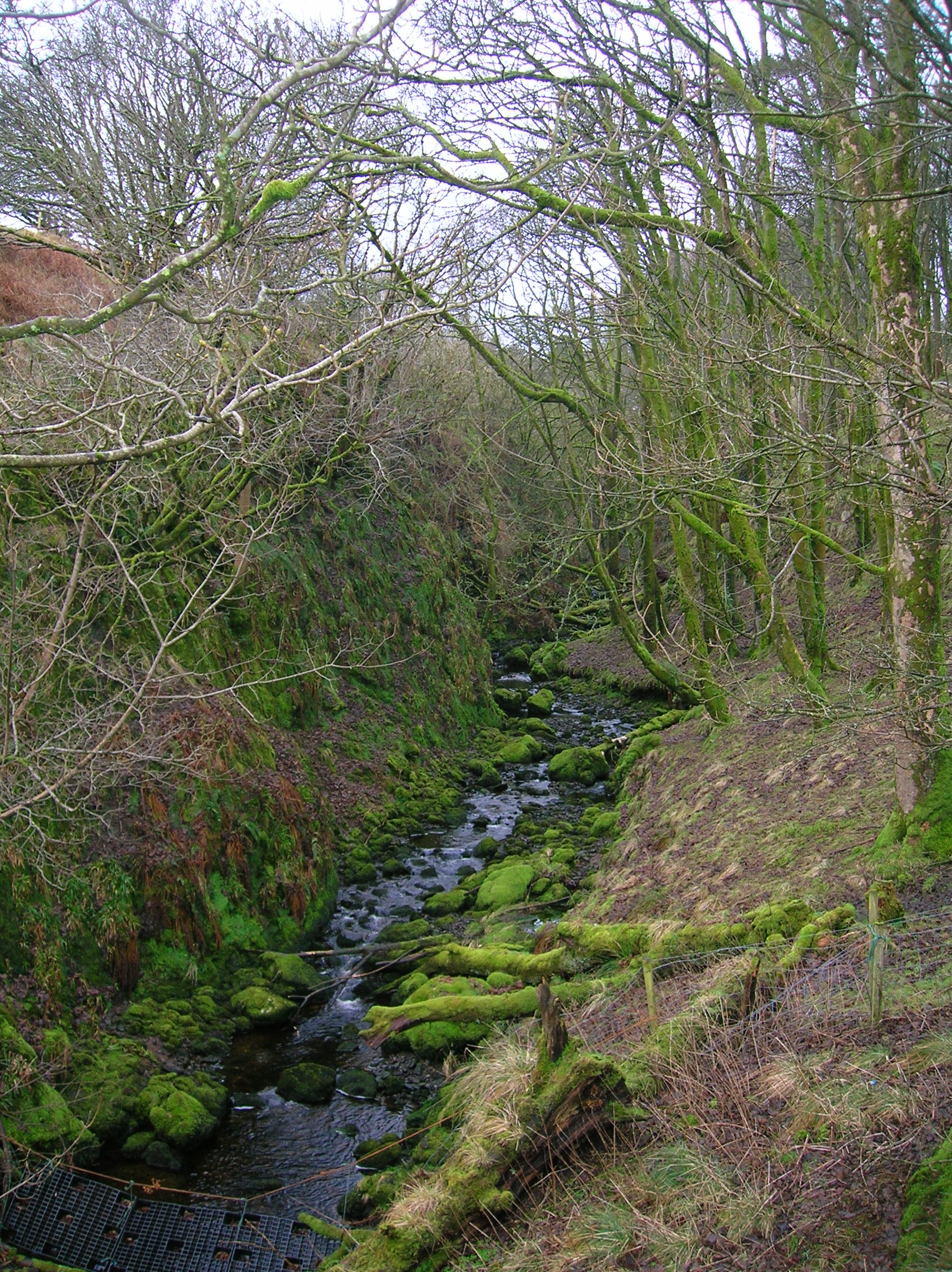
Craig Glen của Raven nằm ở Dalry, Bắc Ayrshire, Scotland

Glen là một thung lũng, thường là một thung lũng dài và được bao bọc bởi các mặt lõm dốc nhẹ, không giống như khe núi, sâu và giới hạn bởi các sườn dốc. Whittow định nghĩa nó là một "thuật ngữ Scotland cho một thung lũng sâu ở Cao Nguyên", "hẹp hơn một tầng ". Từ này có gốc Goidel: gleann trong tiếng Ailen và Gael Scotland, glion trong Man. Định danh "glen" cũng thường xuất hiện trong tên địa danh.

## Từ nguyên
Từ này có gốc Goidel: gleann trong tiếng Ailen và Gael Scotland, glion trong Man. Trong tiếng Man, glan cũng được tìm thấy có nghĩa là glen. Nó có cùng nguồn gốc với từ glyn tiếng Wales.
Các ví dụ ở Bắc Anh, chẳng hạn như Glenridding, Westmorland hoặc Glendue, gần Haltwhistle, Northumberland, được cho là xuất phát từ cùng nguồn gốc tiếng Wales nói trên hoặc tương đương với Brythonic. Điều này có khả năng làm cơ sở cho một số ví dụ ở Nam Scotland.
Là tên của một dòng sông, nó được cho là bắt nguồn từ tiếng Ailen - glan có nghĩa là trong suốt, hoặc từ tiếng Wales gleindid có nghĩa là sự tinh khiết. Một ví dụ là Glens of Antrim ở Bắc Ireland, nơi chín ánh sáng tỏa ra từ cao nguyên Antrim đến vùng biển dọc theo bờ biển giữa Garzoe và Larne.

## Nơi
Định danh "glen" cũng thường xuất hiện ở các địa danh như Great Glen và Glenruits ở Scotland; Glendalough, Glen of Aherlow và Glen of Imaal ở Ireland; Glenn Norman ở Canada; Glendale và Klamath Glen ở California, Glenview ở Illinois, và glenrock ở Wyoming; Glenview, Glen Waverley, Glen Ira, Glengowrie và Glen Huntly ở Úc; và Glendowie, Glen Eden và Glen Innes ở New Zealand.
Ở vùng Finger Lakes thuộc bang New York, đặc biệt là phía nam của hồ Seneca và hồ Cayuga được khắc bằng glens, mặc dù trong khu vực này thuật ngữ "glen" thường xuyên nhất là một hẻm núi hẹp, trái ngược với thung lũng rộng hơn hoặc địa tầng. Những ngọn đồi dốc bao quanh những hồ nước này chứa đầy đá phiến lỏng lẻo từ các morain băng hà. Vật liệu này đã bị xói mòn trong 10.000 năm qua để tạo ra những tảng đá (ví dụ, Công viên bang Watkins Glen và Treman) và thác nước (ví dụ, thác Taughannock) khi nước mưa chảy xuống các hồ bên dưới.